# Distretto di Fedorov
Il distretto di Fedorov (in kazako: Федоров ауданы) è un distretto (audan) del Kazakistan con  capoluogo Fedorov.